# Porcellio intercalarius
Porcellio intercalarius är en kräftdjursart som beskrevs av Gustav Budde-Lund 1879. Porcellio intercalarius ingår i släktet Porcellio och familjen Porcellionidae. Inga underarter finns listade i Catalogue of Life.